# 市原 (市原市)
 市原（いちはら）は、千葉県市原市の市原地区にある大字。郵便番号は290-0015。

## 概要
大字である市原は、市原市の北側に位置する。西部は整理された水田地帯、東部は寺院を中心に、不規則に並んだ住宅街が広がっている。

## 地理
北は五所・八幡・菊間、東は山木、南は門前及び郡本、西は西野谷と接する。

## 地価
住宅街の地価では2016年（平成28年）の公示地価によれば、市原字日ノ宮177番16の地点で43,300（円/m2）となっている。

## 世帯数と人口
2017年（平成29年）11月1日現在の世帯数と人口は以下の通りである。
| 町丁字 | 世帯数  | 人口  |
| ------ | ------- | ----- |
| 市原   | 462世帯 | 925人 |

## 通学区域
市立小学校・市立中学校及び県立高等学校の通学区域は以下の通りである。
| 町丁字 | 範囲 | 小学校             | 中学校             | 高等学校 |
| ------ | ---- | ------------------ | ------------------ | -------- |
| 市原   | 全域 | 市原市立市原小学校 | 市原市立市原中学校 | 第9学区  |

## 施設
- 市原揚水場
- 日の丸パチンコ辰巳店
- 子安神社
- 光善寺
- 阿須波神社

## 交通

### 鉄道
- JR東日本内房線 - 五井駅・八幡宿駅

### バス
- 路線バスとして、小湊鉄道バス塩田営業所の以下の八幡宿駅発着路線の系統が、当字内を廻り八幡宿駅など各方面へ結んでいる[9]。経由地などの詳細は、塩田営業所の「路線バス」を参照。
  - 八23・24・25・26・27。当字内の大多喜街道をほぼ経由している。
  - 八01・03・07。

### 道路
- 高速道路
  - 館山自動車道（通過のみ）
- 国道
  - 国道297号（大多喜街道）
- 県道
  - なし
- 主要市道
  - なし